# Coupe du monde B de combiné nordique 2006
Navigation
2004 — 2005 2006 — 2007
| \| Chaux-Neuve Val di Fiemme Oberstdorf Karpacz Klingenthal Vuokatti Mo i Rana \| Les sites des compétitions (manquent Steamboat Springs, Park City et Lake Placid) |
| Chaux-Neuve Val di Fiemme Oberstdorf Karpacz Klingenthal Vuokatti Mo i Rana                                                                                         |

La coupe du monde B de combiné nordique 2005 — 2006 fut la seizième édition de la coupe du monde B de combiné nordique, compétition de combiné nordique organisée annuellement de 1991 à 2008 et devenue depuis la coupe continentale.
Elle s'est déroulée du 10 décembre 2005 au 18 mars 2006, en 21 épreuves.
Cette coupe du monde B a débuté dans le Colorado (États-Unis), dans la station de Steamboat Springs. Elle s'est poursuivie dans l'Utah, à Park City, puis dans l'état de New-York, à Lake Placid. Elle a ensuite fait étape
en France (Chaux-Neuve),
en Italie, dans le Val di Fiemme,
en Allemagne (Oberstdorf et Klingenthal),
en Pologne (Karpacz),
en Finlande (Vuokatti),
avant que de s'achever en Norvège, à Mo i Rana.
Elle a été remportée par l'allemand Florian Schillinger devant son compatriote Stephan Münchmeyer, vainqueur de l'édition précédente.

## Classement général
| Rang | Nom                   | Points |
| ---- | --------------------- | ------ |
| 1    | Florian Schillinger   | 666    |
| 2    | Stephan Münchmeyer    | 555    |
| 3    | Maxime Laheurte       | 547    |
| 4    | Sébastien Lacroix     | 486    |
| 5    | Antti Kuisma          | 429    |
| 6    | Jouni Kaitainen       | 417    |
| 7    | Pavel Churavý         | 384    |
| 8    | Ville Kähkönen        | 368    |
| 9    | Lucas Vonlanthen (de) | 367    |
| 10   | Espen Rian            | 357    |
| 11   | Michael Palli         | 335    |
| 12   | Mathieu Martinez      | 334    |

## Calendrier
| Date                     | Épreuve                   | Vainqueur             | Deuxième            | Troisième             |
| 1 — 2. Steamboat Springs |                           |                       |                     |                       |
| 10/12/2005               | HS 127 / 15 km            | Todd Lodwick          | Bernhard Gruber     | Seppi Hurschler       |
| 11/12/2005               | Sprint HS 127 / 7,5 km    | Todd Lodwick          | Christian Beetz     | Ludovic Roux          |
| 3 — 4. Park City         |                           |                       |                     |                       |
| 16/12/2005               | Sprint HS 134 / 7,5 km    | Bill Demong           | Christian Beetz     | Jens Kaufmann         |
| 17/12/2005               | Mass-start HS 134 / 10 km | Christian Beetz       | Jens Kaufmann       | Sergueï Maslennikov   |
| 5 — 6. Lake Placid       |                           |                       |                     |                       |
| 20/12/2005               | HS 134 / 15 km            | Bill Demong           | Mikko Kokslien      | Bernhard Gruber       |
| 21/12/2005               | Sprint HS 134 / 7,5 km    | Christian Beetz       | Bernhard Gruber     | Iver Markengbakken    |
| 7 — 9. Chaux-Neuve       |                           |                       |                     |                       |
| 13/01/2006               | Sprint HS 97 / 7,5 km     | Ronny Heer            | Andreas Hurschler   | Tino Edelmann         |
| 14/01/2006               | HS 97 / 15 km             | Andreas Hurschler     | Ronny Heer          | Lukas Klapfer         |
| 15/01/2006               | Sprint HS 97 / 7,5 km     | Seppi Hurschler       | Lukas Klapfer       | Ludovic Roux          |
| 10. Val di Fiemme        |                           |                       |                     |                       |
| 17/01/2006               | Mass-start HS 134 / 10 km | Andreas Hurschler     | Jan Schmid          | Tom Beetz             |
| 11 — 12. Oberstdorf      |                           |                       |                     |                       |
| 23/01/2006               | Sprint HS 137 / 7,5 km    | Ronny Heer            | Andreas Hurschler   | Jens Kaufmann         |
| 24/01/2006               | Mass-start HS 137 / 10 km | Andreas Hurschler     | Sergueï Maslennikov | Ronny Heer            |
| 13 — 15. Karpacz         |                           |                       |                     |                       |
| 26/01/2006               | Sprint HS 94 / 7,5 km     | Seppi Hurschler       | Michael Palli       | Mathieu Martinez      |
| 27/01/2006               | HS 94 / 15 km             | Ronny Heer            | Seppi Hurschler     | Mathieu Martinez      |
| 28/01/2006               | Sprint HS 94 / 7,5 km     | Ronny Heer            | Iver Markengbakken  | Stephan Münchmeyer    |
| 16 — 17. Klingenthal     |                           |                       |                     |                       |
| 4/03/2006                | HS 140 / 15 km            | Florian Schillinger   | Maxime Laheurte     | Sergueï Maslennikov   |
| 5/03/2006                | Sprint HS 140 / 7,5 km    | Ville Kähkönen        | Florian Schillinger | Steffen Tepel         |
| 18 — 19. Vuokatti        |                           |                       |                     |                       |
| 10/03/2006               | HS 100 / 15 km            | Antti Kuisma          | Florian Schillinger | Tambet Pikkor         |
| 11/03/2006               | Sprint HS 100 / 7,5 km    | Florian Schillinger   | Taihei Katō         | Espen Rian            |
| 20 — 21. Mo i Rana       |                           |                       |                     |                       |
| 17/03/2006               | Sprint HS 96 / 7,5 km     | Torkild Rasmussen Aam | Stephan Münchmeyer  | Maxime Laheurte       |
| 18/03/2006               | Sprint HS 96 / 7,5 km     | Espen Rian            | Maxime Laheurte     | Torkild Rasmussen Aam |